# Влодзімєж Сєрадський
Влодзімєж Ян Сєрадський (пол. Włodzimierz Jan Sieradzki; 22 жовтня 1870, м. Величка — вночі з 3 на 4 липня 1941, м. Львів) — польський лікар, фахівець у галузі судової медицини. Професор Університету Яна Казимира і ректор цього львівського вишу в 1924—1925 роках.

## Біографія
Влодзімєж Ян Сєрадський народився 22 жовтня 1870 року в польському місті Величка.
Навчався в гімназії святої Анни в Кракові. Медичну діяльність почав 1888 року. Навчався на медичному факультеті Ягеллонського університету, отримував стипендії імені імператора Франца Йосифа та імператриці Елізабет. 11 липня 1894 року одержав ступінь доктора всіх медичних наук. З 10 листопада 1895 року до 10 липня 1896 року проходив додаткове навчання в області медицини і судової токсикології в Парижі завдяки отриманій стипендії на підставі Постанови Сенату, Академічного Університету та Ягеллонського університету.
З 15 липня 1896 року працював судовим експертом ділянки Національного Суду в Кракові. 1 жовтня 1898 йому було доручено організувати кафедру судової медицини при Львівському університеті і очолити її. Завідував кафедрою аж до моменту своєї загибелі в 1941 році. У 1899 році Сєрадський отримав звання ад'юнкта-професора судової медицини.
Сєрадзький опублікував велику кількість наукових робіт в галузі судової медицини. Досліджував вплив окису вуглецю на окремі складові людської крові. Спільно з іншим відомим польським вченим Леоном Вахгольцем розробив новий метод визначення гемоглобіну, який отримав назву «Проба Вахгольца-Серадзького», що знайшов застосування в судовій медицині в багатьох країнах світу. 1927 року з його ініціативи була створена лабораторія для проведення хіміко-токсикологічної експертизи при кафедрі судової медицини Львівського університету.
З 1899 року був професором судової медицини на юридичному факультеті Університету Яна Казимира, викладав на медичному факультеті цього вишу, кілька разів обирався деканом медичного факультету, а в 1924—1925 роках був ректором університету. Обирався почесним членом Товариств лікарів у Вільнюсі і Львові.
Початок німецько-радянської війни зустрів у Львові. В ніч з 3 на 4 липня 1941 року розстріляний у складі групи представників львівської інтелігенції польського походження.
Нагороджений польським Хрестом Командора ордена Відродження Польщі і французьким орденом Почесного легіону.